# Neutrones ultrafríos
Los neutrones ultrafríos (UCN por las siglas de su nombre en inglés, ultracold neutrons) son partículas subatómicas que pueden almacenarse en trampas fabricadas con ciertos materiales. El almacenamiento se basa en la capacidad de dichos materiales de reflejar estos neutrones bajo cualquier ángulo de incidencia.

## Propiedades
La reflexión es causada por la interacción nuclear fuerte coherente del neutrón con los núcleos atómicos. Puede describirse según la mecánica cuántica mediante un potencial efectivo que comúnmente se conoce como pseudo potencial de Fermi o potencial óptico de neutrones. La velocidad correspondiente se llama velocidad crítica de un material. Los neutrones se reflejan desde una superficie si la componente de velocidad normal a la superficie reflectante es menor o igual a la velocidad crítica.
Como el potencial óptico de neutrones de la mayoría de los materiales está por debajo de 300 neV, la energía cinética de los neutrones incidentes no debe ser superior a este valor para que se refleje bajo cualquier ángulo de incidencia, especialmente en caso de incidencia normal. La energía cinética de 300 neV corresponde a una velocidad máxima de 7,6 m/s o una longitud de onda mínima de 52 nm. Como su densidad suele ser muy pequeña, los UCN también pueden describirse como un gas ideal muy tenue con una temperatura de 3,5 mK. Además, se utilizan materiales con un alto potencial óptico (~ 1 µeV) para el diseño de los componentes ópticos para los neutrones fríos.
Debido a la pequeña energía cinética de los UCN, la influencia de la gravedad es significativa. Por lo tanto, sus trayectorias son parabólicas. La energía cinética de un UCN se transforma en energía potencial (altura) con ~102 neV/m.
El momento magnético del neutrón, producido por su espín, interactúa con los campos magnéticos. La energía total cambia con ~60 neV/T.
Los UCN pueden perder la polarización durante su almacenamiento en trampas de materiales. La probabilidad de inversión de espín de los neutrones en los materiales estudiados es de ~(1–2)×10-5 por colisión y no depende de la temperatura.
Existe un problema de pérdidas anómalas de UCN, que consiste en el hecho de que las pérdidas experimentales de UCN durante la reflexión son significativamente mayores que las esperadas a partir de los cálculos realizados en el marco de la óptica de neutrones.
Cuando los neutrones ultrafríos interactúan con superficies en movimiento, su energía puede variar (el llamado efecto turbina). En este caso, es posible tanto un aumento como una disminución de la energía neutrónica.

## Historia
Fue Enrico Fermi quien se dio cuenta por primera vez de que la dispersión coherente de neutrones lentos daría como resultado un potencial de interacción efectivo para los neutrones que viajan a través de la materia, lo que sería efectivo para la mayoría de los materiales. La consecuencia de tal potencial sería la reflexión total de neutrones lo suficientemente lentos e incidentes sobre una superficie en un ángulo oblicuo. Este efecto fue demostrado experimentalmente por Fermi y Walter Henry Zinn y Fermi y Leona Marshall. El almacenamiento de neutrones con energías cinéticas muy bajas fue predicho por Yákov Zeldóvich y realizado experimentalmente simultáneamente por grupos en Dubna y Múnich.

## Producción de UCN
Existen varios métodos para la producción de UCN. Se han construido y están en funcionamiento distintas instalaciones:
1. El uso de un tubo de vacío horizontal desde el reactor, curvado para que todo excepto el UCN sea absorbido por las paredes del tubo antes de llegar al detector.[9]
2. Los neutrones transportados desde el reactor a través de una guía evacuada vertical de unos 11 metros de largo son frenados por la gravedad, por lo que solo aquellos que tienen energías ultrafrías pueden llegar al detector en la parte superior del tubo.[10]
3. Una turbina de neutrones en la que los neutrones a 50 m/s se dirigen contra las palas de una rueda de turbina con una velocidad tangencial de retroceso de 25 m/s, de la cual los neutrones emergen después de múltiples reflexiones con una velocidad de aproximadamente 5 m/s.[11][12][13]
4. Después de que los protones se aceleran a alrededor de 600 MeV, inciden en un objetivo de plomo y producen neutrones mediante espalación. Estos neutrones están termalizados, por ejemplo. agua pesada y luego moderada, por ejemplo en deuterio líquido o sólido para que esté frío. La producción final de UCN se produce mediante dispersión en deuterio sólido. Tal una fuente de la UCN[14] se realizó en el Instituto Paul Scherrer, Suiza y en el Laboratorio Nacional de Los Álamos, EE. UU.
5. Existe un proyecto para una fuente de neutrones ultrafríos basada en helio superfluido, en el que la densidad de neutrones ultrafríos en la configuración experimental puede alcanzar 1.3x104 neutrones por cm3.[15]

## Materiales reflectantes
| Material:        | VF      | vC       | η (10−4) |
| Berilio          | 252 neV | 6.89 m/s | 2.0–8.5  |
| Óxido de berilio | 261 neV | 6.99 m/s |          |
| Níquel           | 252 neV | 6.84 m/s | 5.1      |
| Diamante         | 304 neV | 7.65 m/s |          |
| Grafito          | 180 neV | 5.47 m/s |          |
| Hierro           | 210 neV | 6.10 m/s | 1.7–28   |
| Cobre            | 168 neV | 5.66 m/s | 2.1–16   |
| Aluminio         | 054 neV | 3.24 m/s | 2.9–10   |

Cualquier material con un potencial óptico de neutrones positivo puede reflejar UCN. La tabla de la derecha proporciona una lista (incompleta) de materiales reflectantes de UCN, incluida la altura del potencial óptico de neutrones (VF) y la velocidad crítica correspondiente (vC). La altura del potencial óptico de los neutrones es específica del isótopo. El valor más alto conocido de VF se mide para 58Ni: 335 neV (vC=8,14m/s). Define el límite superior del rango de energía cinética de UCN.
Los materiales más utilizados para los revestimientos de paredes para confinar neutrones ultrafríos son el berilio, el óxido de berilio, el níquel (incluido 58Ni) y, más recientemente, también el diamante (DLC).
Generalmente se prefieren materiales no magnéticos como el DLC para su uso con neutrones polarizados. Núcleos magnéticos, como por ejemplo el níquel, pueden provocar la despolarización de dichos neutrones tras la reflexión. Si un material es magnetizable, el potencial óptico de neutrones es diferente para las dos polarizaciones, lo que es causado por
{\displaystyle V_{F}(pol.)=V_{F}(unpol.)\pm \mu _{N}\cdot B}
donde {\displaystyle \mu _{N}} es Momento magnético del neutrón y {\displaystyle B=\mu _{0}\cdot M} es el campo magnético creado en la superficie por la magnetización.
Cada material tiene una probabilidad de pérdida específica por reflexión,
{\displaystyle \mu (E,\theta )=2\eta {\sqrt {\frac {E\cos ^{2}\theta }{V_{F}-E\cos ^{2}\theta }}}}
que depende de la energía cinética del neutrón ultrafrío incidente (E) y del ángulo de incidencia (θ). Es causada por absorción y dispersión térmica. El coeficiente de pérdida η es independiente de la energía y normalmente es del orden de 10−4 a 10−3.

## Experimentos con UCN
La producción, transporte y almacenamiento de UCN está actualmente motivada por su utilidad como herramienta para determinar las propiedades de los neutrones y estudiar interacciones físicas fundamentales. Los experimentos de almacenamiento han mejorado la precisión o el límite superior de algunos valores físicos relacionados con los neutrones.

### Medición de la vida útil de los neutrones
El valor medio mundial actual de la vida útil de los neutrones es {\displaystyle 885.7\pm 0.8\,{\mathrm {s} }\,}, al que se refiere el experimento de Arzumanov et al. contribuye más fuerte. Árbitro. midió {\displaystyle \tau _{n}=885.4\pm 0.9_{\mathrm {stat} }\pm 0.4_{\mathrm {syst} }\,{\mathrm {s} }\,} mediante el almacenamiento de UCN en una botella de material cubierta con aceite de Fomblin (aceite de vacío de perfluoropoliéter)). El uso de trampas con diferentes relaciones de superficie a volumen les permitió separar el tiempo de descomposición del almacenamiento y la vida útil de los neutrones. Hay otro resultado, con una incertidumbre aún menor, pero que no está incluido en el promedio mundial. Fue obtenido por Serebrov et al., quienes encontraron {\displaystyle 878.5~\pm 0.7_{\mathrm {stat} }\pm 0.4_{\mathrm {syst} }\,{\mathrm {s} }\,}. Por lo tanto, los dos valores medidos con mayor precisión se desvían en 5,6 σ. La "anomalía del tiempo de vida de los neutrones" se descubrió después del refinamiento de los experimentos con neutrones ultrafríos.

### Medición del momento dipolar eléctrico de los neutrones
El momento dipolar eléctrico de neutrones es una medida de la distribución de carga positiva y negativa dentro del neutrón. No se ha encontrado ningún momento dipolar eléctrico de neutrones hasta octubre de 2019). El valor más bajo para el límite superior del momento dipolar eléctrico de los neutrones se midió con UCN almacenados (véase el artículo principal).

### Observación de las interacciones gravitacionales del neutrón
Los físicos han observado por primera vez estados cuantificados de la materia bajo la influencia de la gravedad. Valery Nesvizhevsky del Instituto Laue-Langevin y sus colegas descubrieron que los neutrones fríos que se mueven en un campo gravitatorio no se mueven suavemente, sino que saltan de una altura a otra, como predice la teoría cuántica. El hallazgo podría usarse para investigar en física fundamental cuestiones como el principio de equivalencia, que establece que diferentes masas se aceleran al mismo ritmo en un campo gravitacional (V Nesvizhevsky et al. 2001 Nature 415 297). La espectroscopia UCN se ha utilizado para limitar escenarios que incluyen la energía oscura, la partícula camaleón, y nuevas fuerzas de corto alcance.

### Medición del coeficiente A de la correlación de desintegración beta de neutrones
La primera medición reportada de la asimetría beta usando UCN la realizó un grupo de Los Álamos en 2009. El grupo LANSCE publicó mediciones de precisión con UCN polarizado el año siguiente. Otras mediciones realizadas por estos grupos y otros han conducido al promedio mundial actual:
{\displaystyle A_{0}=-0.1184\pm 0.0010}
Hay un proyecto para medir simultáneamente A y B en la misma configuración.